# Distantia frontalis
Distantia frontalis är en insektsart som beskrevs av Victor Antoine Signoret 1880. Distantia frontalis ingår i släktet Distantia och familjen dvärgstritar. Inga underarter finns listade i Catalogue of Life.